# دان دگرادی
دان دگرادی (Don DaGradi) زادهٔ ۱۹۱۱، درگذشت در ۴ اوت ۱۹۹۱، یکی از نویسندگان شرکت والت دیزنی بود که کار خود را در دههٔ ۱۹۴۰ به عنوان نقاش کارتون آغاز کرد. پس از آن در بسیاری از آثار دیزنی به عنوان مشاور در تعیین رنگ‌ها و صحنه‌ها همکاری می‌کرد. بزرگترین دست‌آورد دگرادی در نوشتن فیلم نامهٔ مری پاپینز در ۱۹۶۴ بود که برای آن به همراه بیل والش نامزد دریافت جایزهٔ اسکار برای بهترین فیلم‌نامه اقتباسی شد. دان دگرادی در ۴ اوت ۱۹۹۱ در فرایدی هاربر، واشینگتن از دنیا رفت. او چند ماه پس از مرگش به عنوان افسانهٔ دیزنی (Disney Legend) دست می‌یابد.
در فیلم نجات آقای بنکس، برادلی وایتفورد نقش دگرادی را بازی می‌کند.

## فهرست کارها
1. آلیس در سرزمین عجایب (فیلم ۱۹۵۱) (۱۹۵۱)
2. پیتر پن (فیلم ۱۹۵۳) (۱۹۵۳)
3. بانو و ولگرد (۱۹۵۵)
4. داربی اوگیل و مردم کوچولو (۱۹۵۹)
5. زیبای خفته (فیلم ۱۹۵۹) (۱۹۵۹) (طراح تولید)
6. پولیانا (فیلم ۱۹۶۰) (۱۹۶۰)
7. The Absent-Minded Professor (1961)
8. The Parent Trap (1961)
9. Son of Flubber (1963) (فیلم‌نامه‌نویس)
10. مری پاپینز (۱۹۶۴) (فیلم‌نامه‌نویس)
11. Lt. Robin Crusoe, U.S.N. (1966) (فیلم‌نامه‌نویس)
12. Blackbeard's Ghost (1968) (فیلم‌نامه‌نویس)
13. The Love Bug (1969) (فیلم‌نامه‌نویس)
14. تختخواب سحرآمیز (۱۹۷۱) (فیلم‌نامه‌نویس)
15. Scandalous John (1971) (فیلم‌نامه‌نویس)